# Type 03 (tổ hợp tên lửa đất đối không)
Type 03 (03式中距離地対空誘導弾, まるさんしきちゅうきょりちたいくうゆうどうだん) hay Chū-Sam (中SAM), SAM-4 là một tổ hợp tên lửa đất đối không tầm trung được Lực lượng Phòng vệ Nhật Bản thông qua để đưa vào phục vụ từ năm 2003.

## Phát triển
Trong những năm 1960, tên lửa phòng không tầm trung HAWK MIM-23 đã được đưa vào sử dụng tại các nước phương Tây sau đó đã được nâng cấp vài lần, nhưng khả năng nâng cấp loại tên lửa này cũng đã đến giới hạn và cần phát triển một hệ thống phòng không mới. Hoa Kỳ đã đưa ra một đề nghị mời cùng thiết kế một hệ thống tên lửa phòng không mới cho các nước đồng minh tại châu Âu cũng như Nhật Bản có tên Medium Extended Air Defense System (MEADS) nhưng Nhật Bản đã quyết định tự phát triển một hệ thống tên lửa phòng không tầm trung mới riêng của mình với lý do viện dẫn ba nguyên tắc về cấm xuất khẩu vũ khí trong hiến pháp. Nhật Bản đã có hệ thống tên lửa đất đối không Type 81 của lượng phòng vệ mặt đất Nhật Bản cho tầm gần còn tầm xa thì đã mua MIM-104 Patriot nên vẫn cần phát triển lớp phòng thủ tầm trung.
Năm 1983, Bộ Quốc phòng Nhật Bản (khi đó là Cục Phòng vệ Nhật Bản) đã bắt đầu việc tiến hành xem xét thiết kế loại tên lửa mới. Đến năm 1995 thì hoàn tất việc thiết kế và việc phát triển toàn diện diễn ra năm 1996. Việc nghiên cứu hệ thống này ngoài tên lửa thì bao gồm cả ra đa, hệ thống phóng, hệ thống điều khiển, hệ thống vận chuyển... Hệ thống phòng không này được thông qua để đưa vào phục vụ năm 2003 nên nó có tên Type 03 và giống như các loại vũ khí hiện đại khác của Nhật Bản nó không bao giờ được xuất khẩu.

## Thiết kế
Hệ thống phóng của tên lửa cùng các trạm ra đa và chỉ huy được đặc trên các xe tải bánh lốp hạng nặng phát triển từ xe cẩu dòng NK để có được cơ động khi triển khai cũng như khả năng sống sót cao. Hệ thống chiến đấu này được tự động hóa cao nên chỉ cần 20 người để vận hành toàn bộ hệ thống tác chiến so với 50 như HAWK.
Với hệ thống ra đa dò tìm thì hệ thống tác chiến sử dụng ra đa mảng pha chủ động các trạm ra đa có thể liên kết với nhau để truyền dữ liệu theo dõi mục tiêu cho trạm điều khiển. Chúng còn được trang bị các chức năng để chống đánh lạc hướng và áp chế điện tử cho việc xác định và đánh chặn các tên lửa đạn đạo cũng như các tên lửa không đối đất. Ngoài ra có thông tin chưa được xác nhận là hệ thống ra đa này có hệ thống mồi bẫy phát sóng triển khai từ các xe có độ cơ động cao để thu hút sự chú ý của các tên lửa dò bức xạ. Các máy bay cảnh báo sớm E-767 cũng có thể đóng vai trò là ra đa cho hệ thống.
Các ống phóng có dạng hình hộp chữ nhật. Tên lửa sử dụng cơ cấu phóng thẳng đứng, vì lý đo đó nên diện tích trống trải yêu cầu để hệ thống hoạt động không cần nhiều nó có thể phóng từ các con đường bị bao quanh bởi các toà nhà. Khi được phóng ra tên lửa sẽ theo sự chỉ dẫn của các ra đa để tiến đến vị trí mục tiêu nhưng trong giai đoạn cuối nó sẽ kích hoạt ra đa chủ động của riêng mình để dò tìm mục tiêu cho việc sử dụng đầu nổ phân mảnh có định hướng sẽ điều chỉnh hướng nổ của đầu đạn dựa theo vị trí của mục tiêu trong ra đa với các tính toán hướng di chuyển của mục tiêu và sẽ phát nổ khi tiến lại gần trong một khoảng nhất định, ra đa của tên lửa có thể khoá và lựa chọn cùng lúc nhiều mục tiêu. Tầm hoạt động của loại tên lửa này không công bố chính xác nhưng theo các thông tin tại các triển lãm thì chúng có tầm trên 50 km.